# Vladímir Muraviov
Vladímir Muraviov (Karagandá, Unión Soviética, 30 de septiembre de 1959) fue un atleta soviético, especializado en la prueba de 4 × 100 m en la que llegó a ser dos veces campeón olímpico, en 1980 y 1988.

## Carrera deportiva
En los JJ. OO. de Moscú 1980 y Seúl 1988 ganó la medalla de oro en los relevos 4 × 100 metros.
Y en el Mundial de Helsinki 1983 ganó la medalla de bronce en los relevos 4 × 100 metros, con un tiempo de 38,41 segundos, tras Estados Unidos e Italia, siendo sus compañeros de equipo: Nikolái Sídorov, Andréi Prokófiev y Víktor Bryzguin.